# G.I. Joe: A Real American Hero (videogioco 1985)
G.I. Joe: A Real American Hero è un videogioco pubblicato nel 1985 da Epyx per Commodore 64 e Apple II. Si basa sulla serie di giocattoli G.I. Joe: A Real American Hero ed è uno sparatutto di tipo misto.
Un altro G.I. Joe: A Real American Hero è uscito per NES nel 1991, ma non sono collegati.

## Modalità di gioco
Il giocatore controlla una squadra di 16 G.I. Joe in una serie di battaglie contro l'organizzazione terroristica Cobra, in ognuna delle quali si controlla un personaggio a scelta. Ciascuna battaglia può essere giocata in singolo o può partecipare un secondo giocatore. In caso di sconfitta il personaggio viene catturato e non è più utilizzabile; il gioco va avanti indefinitamente fino all'esaurimento dei personaggi.
Viene mostrata anzitutto una mappa strategica del mondo, dove si può scegliere tra alcune zone di attività dei Cobra che possono apparire in tutti i continenti, con differenti scenari possibili (città, deserto, nevi ecc.). I segnali luminosi sulla mappa identificano due possibili tipi di combattimento, con veicoli oppure uno contro uno appiedato.
Dopo aver selezionato il luogo, si sceglie quale personaggio utilizzare, tra 4 possibili per gli scontri con veicoli e 12 per gli scontri appiedati. I Cobra hanno a disposizione 8 personaggi, anch'essi catturati in caso di sconfitta, ma ritornano sempre disponibili più avanti.

### Scontri con veicoli
Due dei personaggi selezionabili controllano velivoli (jet ed elicottero), gli altri due controllano veicoli terrestri (carro armato e jeep). In ogni caso il gioco è con visuale dall'alto e sfondo a scorrimento, il veicolo può ruotare, avanzare e sparare in otto direzioni. Disponendo di tre vite, bisogna distruggere otto carri dei Cobra e altri bersagli fissi controllati dal computer.
Se si sceglie un velivolo la battaglia è a giocatore singolo. Si può regolare l'altitudine di volo oltre alla direzione, mentre la velocità è costante, e si è armati con missili aria-terra.
Se si sceglie un veicolo terrestre la battaglia è fatta per due giocatori in cooperazione. Il primo pilota il veicolo, il secondo controlla l'artiglieria che può ruotare in modo indipendente e colpire a distanza regolabile.
La vittoria dei G.I. Joe in questi scontri ha per effetto la liberazione dei personaggi perduti in precedenza, che tornano di nuovo disponibili.

### Scontri appiedati
Ciascun personaggio di entrambe le fazioni ha caratteristiche diverse, come velocità, potenza dell'arma, resistenza; questo può portare vantaggi e svantaggi a seconda dello scenario e dell'avversario che si incontra.
Il personaggio dei Cobra può essere selezionato e controllato dal computer oppure dal secondo giocatore, che in questo caso è avversario del primo.
Lo scontro avviene in un ambiente a schermata fissa con visuale laterale e profondità, dove ci si può muovere e sparare in quattro direzioni.
Tutti i personaggi hanno una diversa arma a distanza che necessita di essere ricaricata dopo ogni colpo, con tempi diversi; un segnale luminoso e acustico avverte quando è pronta.
A seconda dello scenario sono presenti anche nemici robotizzati che possono danneggiare entrambi i contendenti.
Vince la battaglia chi riduce a zero l'energia dell'avversario per due volte.